# Køge SK
Køge SK, ze względów sponsorskich Team Xtracon Køge – duński klub szachowy z siedzibą w Køge, czterokrotny mistrz Danii.

## Historia
Klub został założony w 1922 roku. W 2018 roku zadebiutował w Skakligaen. W debiutanckim sezonie szachiści klubu zdobyli wówczas mistrzostwo kraju, uzyskując ośmiopunktową przewagę nad drugim Skanderborg SK. W sezonie 2019/2020 Køge SK obronił tytuł. W latach 2022–2023 klub ponownie został mistrzem Danii. W sezonie 2023/2024 szachiści klubu zajęli szóste miejsce w lidze.
Klub był inicjatorem powstania duńskiej szachowej galerii sław. Co roku do galerii wcielana jest jedna osoba, a uroczystość odbywa się w Køge.

## Arcymistrzowie w historii klubu
- Tamás Bánusz[2]
- Ferenc Berkes[3]
- Sabino Brunello[2]
- / Boris Czatałbaszew[2]
- Henrik Danielsen[2]
- Alberto David[2]
- Petyr Genow[2]
- Jon Ludvig Hammer[2]
- Arturs Neikšāns[4]
- Gábor Papp[2]
- Eduardas Rozentalis[2]
- Johan Salomon[2]
- Deep Sengupta[2]
- Axel Smith[2]
- Aryan Tari[2]
- Jesper Søndergård Thybo[4]
- Hans Tikkanen[2]